# Internet-Knoten
Internet-Knoten sind die Netzknoten oder Netzwerkelemente des Internets, sie dienen als Austauschpunkte für den Datenverkehr des Internets. An einem Internet-Knoten sind mehrere Internetdienstanbieter (oft mehrere hundert) so zusammengeschlossen, dass sie (zumeist kostenneutral) Datenverkehr zwischen ihren jeweiligen Netzen austauschen können. So können zum Beispiel Kunden eines Kabelnetzbetreibers besonders schnell Inhalte eines Inhalteverteilers abrufen.
Gebräuchlich ist die Verwendung der Abkürzung IXP für Internet Exchange Point. In den USA ist der Begriff NAP (Network Access Point) gebräuchlicher. Es wird weiterhin zwischen Public Peering Points und Private Peering unterschieden. Die unten aufgeführten IXP zählen ausschließlich zu den Public Peering Points.
Internet-Knoten, die einen Verkehrsknotenpunkt zwischen kommerziellen Internet-Anbietern darstellen, werden auch als Commercial Internet eXchange (CIX) bezeichnet.

## Funktionsweise

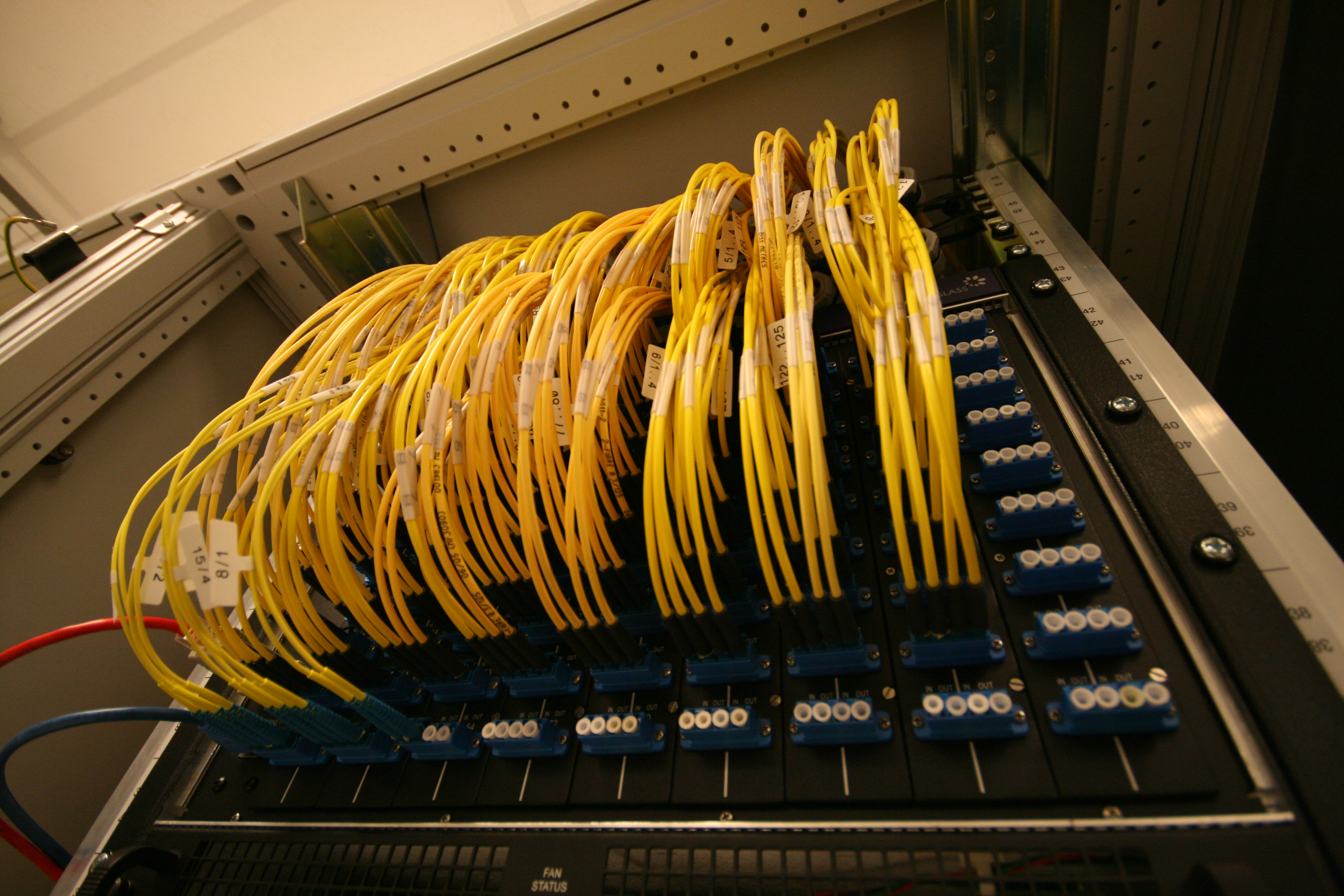
Optisches Patchpanel am AMS-IX

Gewisse Internet-Knoten dienen als Schnittstellen zwischen Rechnernetzen (LANs, MANs und WANs). Den Gesamtverbund der als autonome Systeme bezeichneten Netzwerke (also den einzelnen Anbietern) bildet das Internet. Die Systematik, nach der die Netzwerke zu einem Gesamtverbund zusammengeschaltet und Pakete darin vermittelt werden, wird durch das Internet Protocol geregelt.
Weltweit existieren ungefähr 340 IXPs, von denen sich etwa 165 in Europa und rund 80 in Nordamerika befinden. Weltweit größter CIX (kommerzieller Internet-Knoten) ist der DE-CIX in Frankfurt am Main. Der Verbund Euro-IX war zunächst  ein Zusammenschluss von Betreibern europäischer IXPs; mittlerweile sind die Mitglieder weltweit aufgestellt.
Viele große Internet-Knoten bestehen aus mehreren Gebäuden, deren Netzwerkinfrastruktur miteinander verbunden ist. Der steigende Platzbedarf von IXPs ist weniger durch steigende Bandbreiten als durch die steigende Anzahl der Hosts bedingt, die direkt in einem IXP untergebracht werden. Kleinere Internet-Knoten dienen in erster Linie als Uplink für regionale Carrier. Der Datenaustausch zwischen den Teilnehmern (Provider oder Netzbetreiber) wird durch ein sogenanntes Peering-Agreement geregelt. Dieser Vertrag besagt, dass beide Anbieter (zumeist kostenlos) Datenverkehr in das Netz des anderen Anbieters leiten dürfen, um zum Beispiel deren Endkunden zu erreichen.
Große Internet-Knoten werden von Internetdienstanbietern (engl. „internet service provider“ oder ISP) üblicherweise dazu genutzt, Kosten zu sparen und die Abhängigkeit von den größeren Netzbetreibern („upstream provider“) zu verringern. Außerdem erhöhen Internet-Knoten die Effizienz und die Ausfallsicherheit des Datenaustausches. Die Kosten für den Betrieb werden in der Regel von den teilnehmenden ISPs gemeinsam getragen. Üblicherweise erhebt der Betreiber des Internet-Knotens Gebühren auf jeden angeschlossenen Port, die Kosten für einen Port sind abhängig von dessen Datenübertragungsgeschwindigkeit (momentan 10 Mbps bis 100 Gbps).

## Tabelle internationaler Internet-Knoten (CIX) (nach Datenverkehr sortiert)
| Abkürzung    | Ort                                                                                  | Weblink HP                                                           | Traffic-Statistik |
| ------------ | ------------------------------------------------------------------------------------ | -------------------------------------------------------------------- | ----------------- |
| DE-CIX       | Frankfurt am Main (Deutschland)                                                      | https://www.de-cix.net/                                              | Statistik         |
| IX.br        | São Paulo (Brasilien)                                                                | https://ix.br/                                                       | Statistik         |
| AMS-IX       | Amsterdam (Niederlande)                                                              | https://www.ams-ix.net/                                              | Statistik         |
| LINX         | London (England)                                                                     | https://www.linx.net/                                                | Statistik         |
| MSK-IX       | Moskau (Russland)                                                                    | http://www.msk-ix.ru/                                                | Statistik         |
| DATAIX       | Sankt Petersburg (Russland)                                                          | http://www.dataix.ru/                                                | Statistik         |
| KIDC         | Seoul (Korea)                                                                        | http://idc.uplus.co.kr/eng/index.jsp                                 |                   |
| JPNAP        | Tokio und Osaka (Japan)                                                              | http://www.jpnap.net/english/                                        | Statistik         |
| Netnod-IX    | u. a. Stockholm (Schweden)                                                           | http://www.netnod.se/                                                | Statistik         |
| JPIX         | Tokio (Japan)                                                                        | http://www.jpix.ad.jp/                                               | Statistik         |
| ESPANIX      | Madrid (Spanien)                                                                     | http://www.espanix.net/                                              | Statistik         |
| EQUINIX      | Ashburn (USA)                                                                        | http://www.equinix.de/                                               |                   |
| BIX          | Budapest (Ungarn)                                                                    | http://www.bix.hu/                                                   | Statistik         |
| PLIX         | Warschau (Polen)                                                                     | http://www.plix.pl/                                                  | Statistik         |
| HKIX         | Hongkong (VR China)                                                                  | http://www.hkix.net/                                                 | Statistik         |
| NYIIX        | New York (USA)                                                                       | http://www.nyiix.net/                                                | Statistik         |
| France-IX    | Paris (Frankreich)                                                                   | https://www.franceix.net/                                            | Statistik         |
| NIX.CZ       | Prag (Tschechien)                                                                    | http://nix.cz/en                                                     | Statistik         |
| SIX          | Seattle (USA)                                                                        | http://www.seattleix.net/                                            | Statistik         |
| ECIX         | Düsseldorf, Berlin, Hamburg, Frankfurt am Main, Amsterdam, München                   | http://www.ecix.net/                                                 | Statistik         |
| VIX          | Wien (Österreich)                                                                    | http://www.vix.at/                                                   | Statistik         |
| MIX          | Mailand (Italien)                                                                    | http://www.mix-it.net/                                               | Statistik         |
| Balcan-IX    | Bukarest, Cluj-Napoca, Constanța, Bacău, Iași, Galați, Oradea, Timișoara, (Rumänien) | http://www.balcan-ix.net/                                            | Statistik         |
| InterLAN     | Bukarest, Cluj-Napoca, Constanța (Rumänien)                                          | http://interlan.ro/                                                  | Statistik         |
| NIX          | Oslo (Norwegen)                                                                      | https://www.nix.no/                                                  | Statistik         |
| FICIX        | Helsinki (Finnland)                                                                  | https://www.ficix.fi/                                                | Statistik         |
| BNIX         | Brüssel (Belgien)                                                                    | http://www.bnix.be/                                                  | Statistik         |
| BCIX         | Berlin (Deutschland)                                                                 | http://www.bcix.de/                                                  | Statistik         |
| SIX          | Ljubljana (Slowenien)                                                                | https://www.arnes.si/infrastructure/six-slovenian-internet-exchange/ | Statistik         |
| GR-IX        | Athen (Griechenland)                                                                 | https://www.gr-ix.gr/                                                | Statistik         |
| Pacific Wave | Seattle (USA)                                                                        | http://www.pacificwave.net/                                          |                   |
| TIX          | Zürich (Schweiz)                                                                     | http://www.tix.ch/                                                   |                   |
| TWIX         | Taipeh (Taiwan)                                                                      | http://www.twix.net/                                                 | Statistik         |
| CIX          | Zagreb (Kroatien)                                                                    | http://www.cix.hr/                                                   | Statistik         |
| SwissIX      | Zürich (Schweiz)                                                                     | http://www.swissix.ch/                                               | Statistik         |
| CIXP         | Genf (Schweiz)                                                                       | http://cixp.web.cern.ch/                                             | Statistik         |
| RIX          | Reykjavík (Island)                                                                   | http://www.rix.is/                                                   | Statistik         |
| Rheintal IX  | Rheintal (Österreich, Liechtenstein, Schweiz und Deutschland)                        | https://www.rheintal-ix.net/                                         | Statistik         |

## Tabelle regionaler Internet-Knoten in Deutschland
| Abkürzung                                   | Ort                             | Weblink HP      | Traffic-Statistik |
| ------------------------------------------- | ------------------------------- | --------------- | ----------------- |
| BCIX                                        | Berlin                          | bcix.de         | Statistik         |
| BREM-IX                                     | Bremen                          | brem-ix.net     | Statistik         |
| Community-IX                                | Berlin                          | community-ix.de | Statistik         |
| DD-IX                                       | Dresden                         | dd-ix.net       | Statistik         |
| DE-CIX Dusseldorf                           | Düsseldorf                      | de-cix.net      | Statistik         |
| DE-CIX Frankfurt                            | Frankfurt am Main               | de-cix.net      | Statistik         |
| DE-CIX Hamburg ehemalig WORK-IX bis 08/2007 | Hamburg                         | de-cix.net      | Statistik         |
| DE-CIX Munich                               | München                         | de-cix.net      | Statistik         |
| DE-CIX Leipzig                              | Leipzig                         | de-cix.net      | Statistik         |
| DO-IX                                       | Dortmund                        | do-ix.net       | Statistik         |
| ECIX BER                                    | Berlin                          | ecix.net        | Statistik         |
| ECIX DUS                                    | Düsseldorf                      | ecix.net        | Statistik         |
| ECIX FRA                                    | Frankfurt am Main               | ecix.net        | Statistik         |
| ECIX HAM                                    | Hamburg                         | ecix.net        | Statistik         |
| ECIX MUC / INXS                             | München                         | ecix.net        | Statistik         |
| GE-CIX                                      | Frankfurt am Main               | ge-cix.net      |                   |
| HAN-CIX                                     | Hannover                        |                 |                   |
| KleyReX                                     | Frankfurt am Main               | kleyrex.net     | Statistik         |
| LocIX Dusseldorf                            | Düsseldorf                      | locix.online    | Statistik         |
| LocIX Frankfurt                             | Frankfurt am Main               | locix.online    | Statistik         |
| N-IX                                        | Nürnberg                        | n-ix.net        | Statistik         |
| Nordwest-IX                                 | Oldenburg (Oldb)                |                 |                   |
| OCIX Frankfurt                              | Frankfurt am Main               | opencarrier.eu  |                   |
| OCIX Duesseldorf                            | Düsseldorf                      | opencarrier.eu  |                   |
| Ruhr-CIX                                    | Dortmund, Bochum, Gelsenkirchen | ruhr-cix.net    |                   |
| Saar-CIX                                    | Saarbrücken                     | www.saarcix.de  |                   |
| S-IX                                        | Stuttgart                       | stuttgart-ix.de | Statistik         |